# Laboratório de informática
Um laboratório de informática é o espaço físico laboratorial onde são prestados os serviços da área científica disciplinar da Informática, incluindo Ciência da Computação e Pensamento Computacional, a uma determinada comunidade, devidamente equipado com máquinas e equipamentos próprios para a realização de experimentos e pesquisas (investigações) informáticas e computacionais. Os trabalhos e experimentos científicos desenvolvidos num laboratório de informática são da competência exclusiva dos cientistas informáticos, profissionais com prévia graduação superior na área da Informática. Normalmente, estão localizados em instituições académicas, instituições de investigação científica e empresas da indústria de ponta ou da alta tecnologia (high tech). Geralmente, os utilizadores devem seguir uma determinada política de utilização para manter o acesso aos computadores. Esta consiste geralmente em regras como a ausência de atividade ilegal de cibercrime durante o uso ou de tentativas de contornar qualquer software de segurança de informação (SI) ou filtro de conteúdo durante a utilização dos computadores.

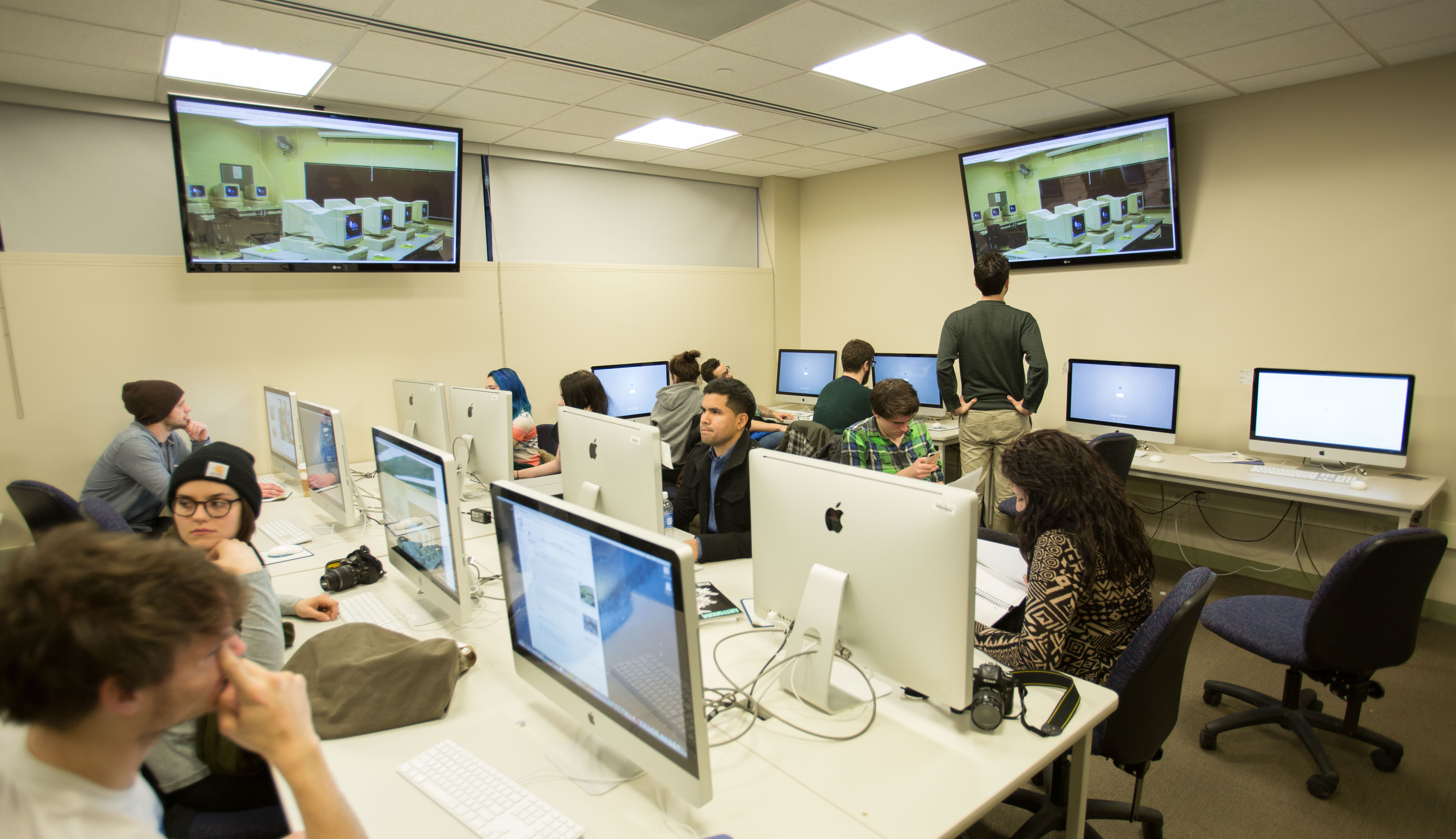
Laboratório de informática no campus da Universidade Estadual de Nova Iorque em Purchase (SUNY Purchase).

Os laboratórios de informática estão geralmente sujeitos a limites de tempo para permitir que mais pessoas possam ter acesso ao laboratório. É também comum que sejam necessárias credenciais de autenticação (login) pessoais para o acesso. Isto permite que as instituições rastreiem as atividades do utilizador para qualquer possível utilização fraudulenta. Os computadores nos laboratórios de informática estão geralmente equipados com acesso à Internet, digitalizadores (scanners) e impressoras e estão normalmente organizados em filas. Esta organização prende-se com a necessidade de dar à estação de trabalho (workstation) uma visão uniforme a fim de facilitar as palestras ou as apresentações, e também para facilitar o trabalho em pequenos grupos. A importância do laboratório de informática na investigação, baseia-se no exercício das suas atividades sob condições controladas e padronizadas, de modo a assegurar que não ocorram influências estranhas que alterem o resultado do experimento informático ou computacional e, ainda, de modo a garantir que o experimento seja repetível em outro laboratório e obtenha o mesmo resultado.
Os laboratórios de informática têm uma importância crescente porque existe cada vez maior procura académica e industrial por aplicações científicas mais complexas e onerosas que requerem software ou hardware técnico especial e único que não são facilmente acessíveis nos computadores pessoais.

## Propósitos
Pese embora os laboratórios de informática sejam geralmente multifuncionais, alguns laboratórios podem conter computadores com hardware ou software otimizados para determinadas tarefas ou processos, dependendo das necessidades da instituição que opera o laboratório. Estas finalidades especializadas podem incluir edição de vídeo, negociação de ações, desenho assistido por computador 3D, robótica, desenvolvimento de videojogos, multimédia, programação e SIG. Cada vez mais, estes têm vindo a assumir-se como propósitos relevantes para o crescimento do número de laboratórios de informática do tipo desktop. Para além disso, o fato do software ser caro e especializado e serem cada vez mais necessários computadores mais potentes para o executar, reforça ainda mais esta necessidade crescente dos laboratórios de informática.

## Configurações

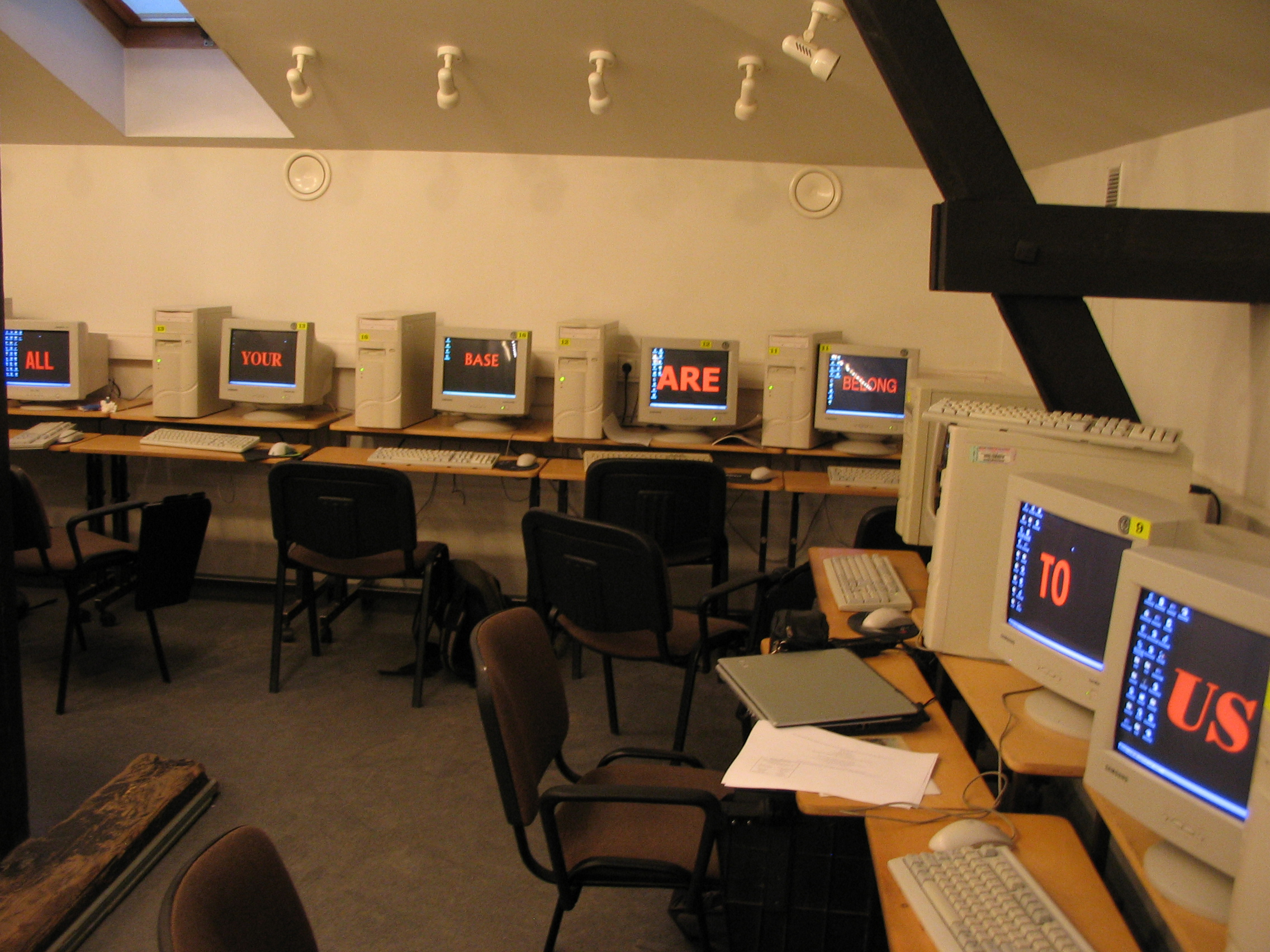
À volta da sala de aula.
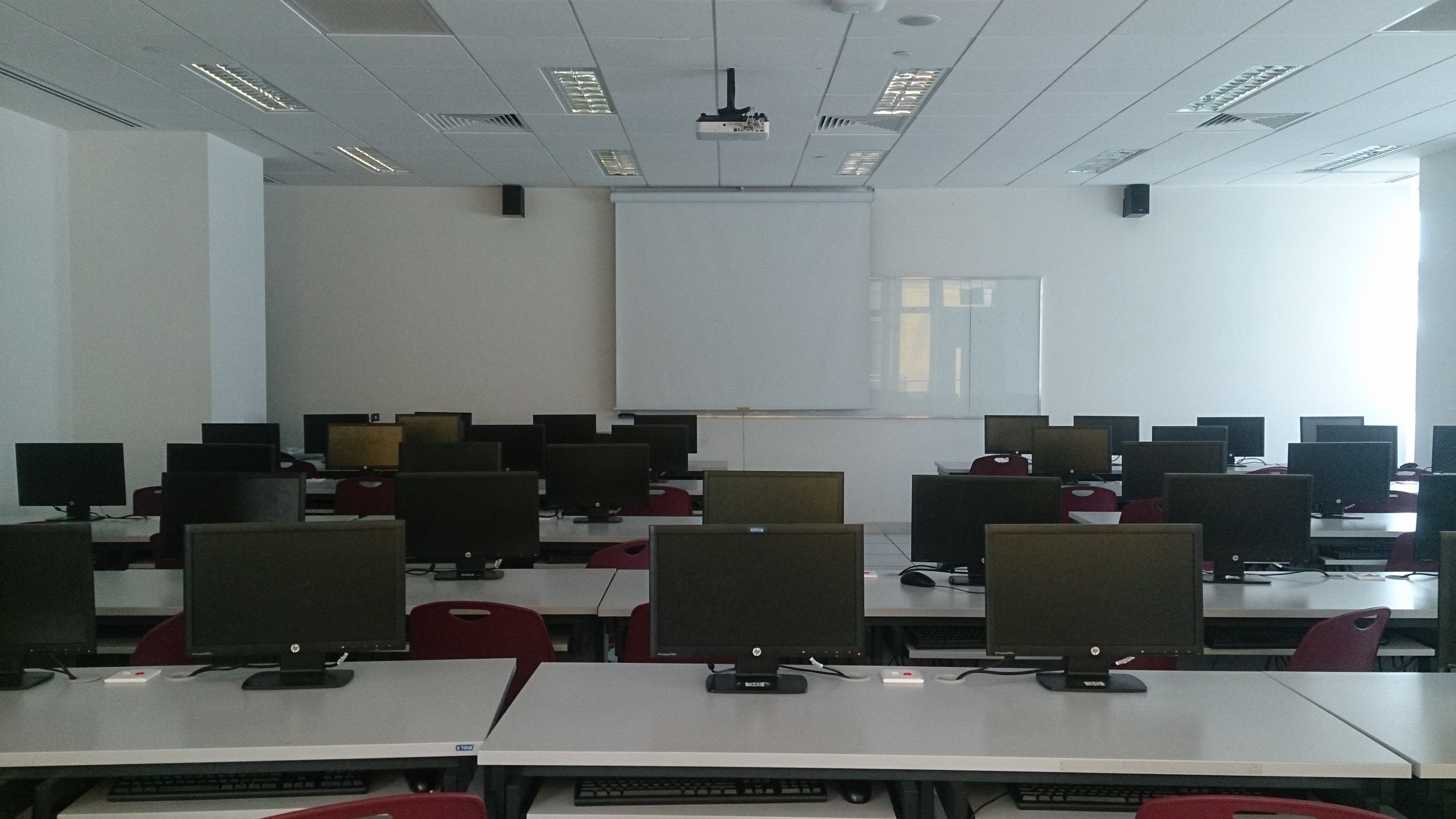
Organizado em filas.
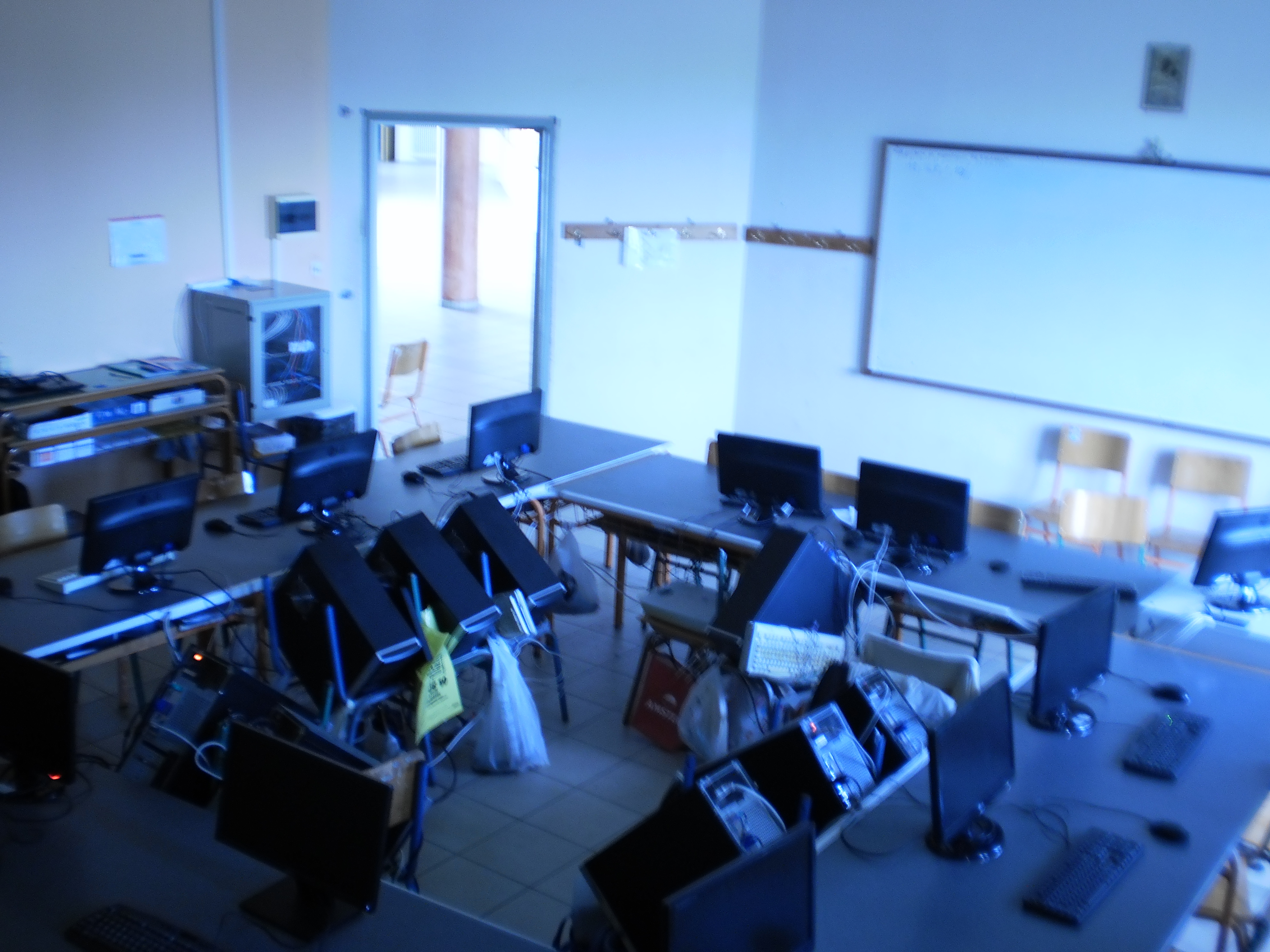
Em anel.
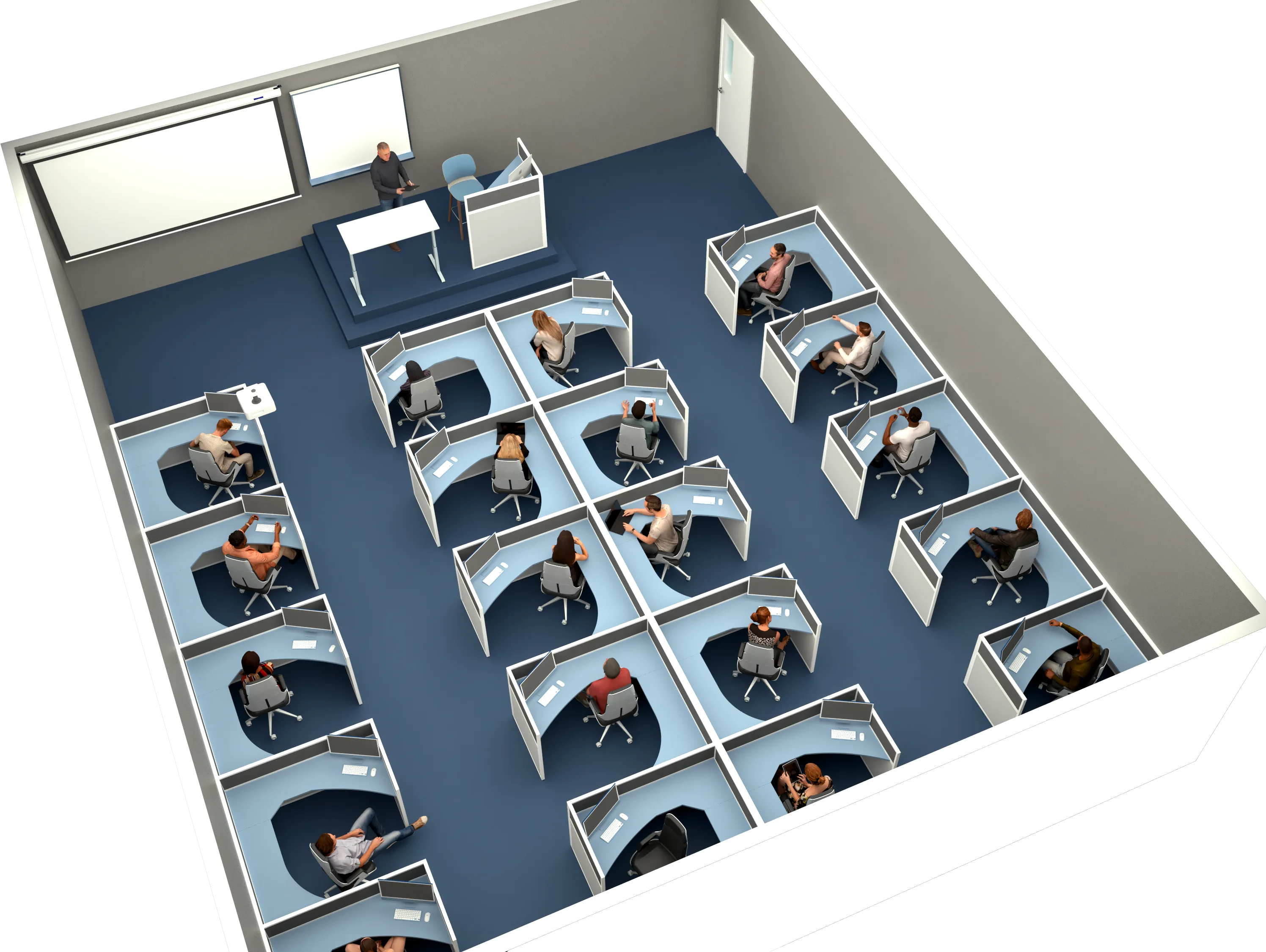
Mesas em cubículos (cubicle carrel desk). Esboço 3D.

## Pacotes de software académico
Muitas universidades compram e mantêm pacotes de software académico e suites de software com desconto, ou software de código aberto gratuito para os seus laboratórios de informática, como editores de texto de programação, linguagens de programação, software CAx, motores de renderização, Adobe Creative Cloud, Microsoft Office Suite, software de produtividade, software estatístico, software de música, software de edição de vídeo, software de animação 3D e software de edição de fotografia.